# Mauvières
Mauvières ist eine französische Gemeinde mit 307 Einwohnern (Stand: 1. Januar 2022) im Département Indre in der Region Centre-Val de Loire; sie gehört zum Arrondissement Le Blanc und zum Kanton Saint-Gaultier. Die Einwohner werden Mauvisiens genannt.

## Geographie
Die Gemeinde Mauvières liegt im Regionalen Naturpark Brenne etwa 50 Kilometer südwestlich von Châteauroux am Fluss Anglin. Umgeben wird Mauvières von den Nachbargemeinden Le Blanc im Norden, Bélâbre im Osten und Südosten, Liglet im Département Vienne (Berührungspunkt) im Süden, Saint-Hilaire-sur-Benaize im Süden und Südwesten sowie Concremiers im Westen und Nordwesten.

## Bevölkerungsentwicklung
| Jahr                       | 1962 | 1968 | 1975 | 1982 | 1990 | 1999 | 2006 | 2013 | 2020 |
| Einwohner                  | 332  | 351  | 270  | 243  | 305  | 310  | 328  | 348  | 299  |
| Quellen: Cassini und INSEE |      |      |      |      |      |      |      |      |      |

## Sehenswürdigkeiten

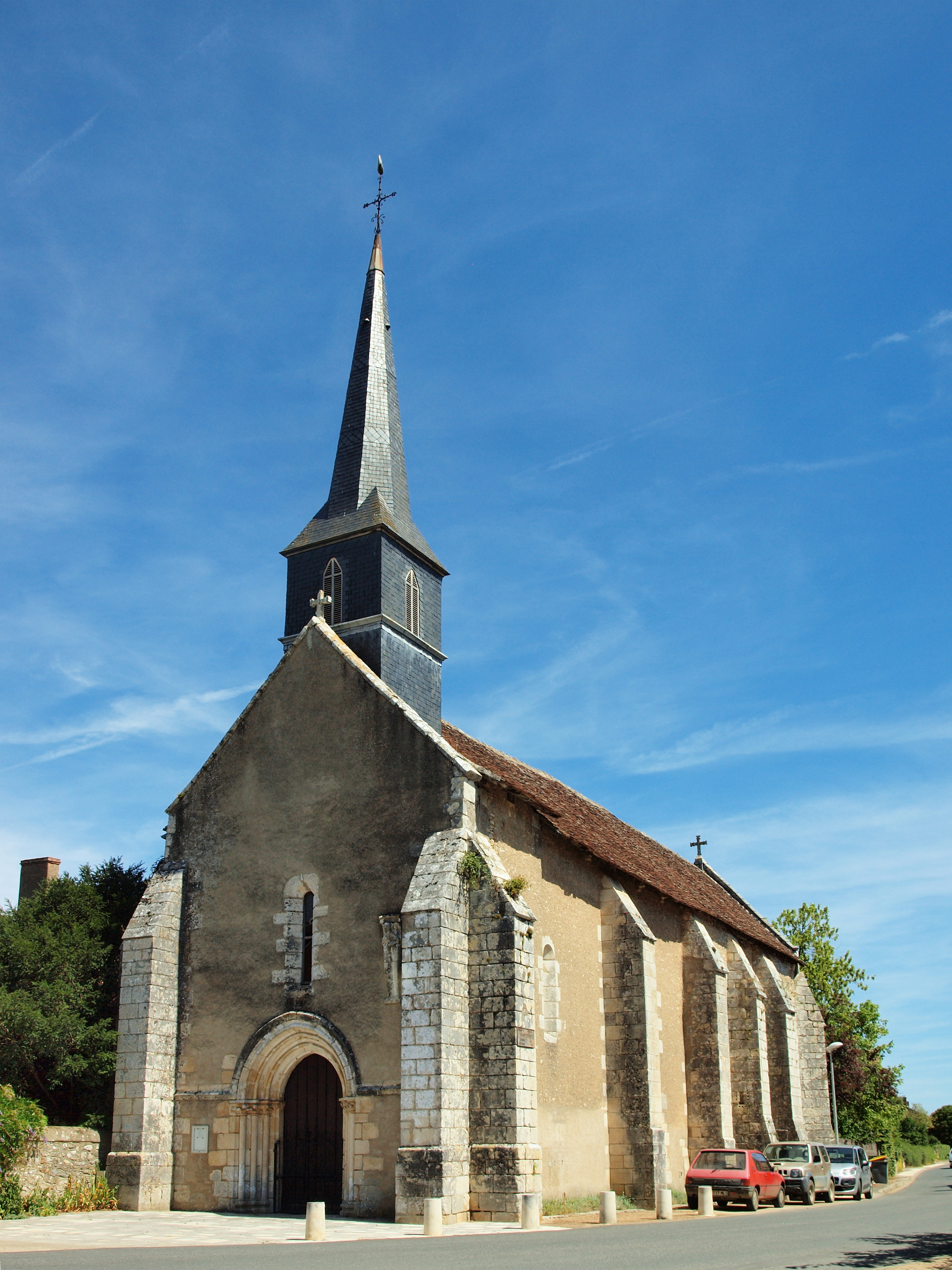
Kirche Saint-Léger

- Kirche Saint-Léger
- Schloss La Touche